# Катастрофа Ли-2 в Красноярске (1942)
Катастрофа Ли-2 в Красноярске — авиационная катастрофа, произошедшая во вторник 17 ноября 1942 года в красноярском аэропорту. Ли-2, действуя на трассе Алсиб (известна также как Красноярская воздушная трасса или КВТ) в составе пятого перегоночного полка, должен был доставить группу военных лётчиков для приёмки новых самолётов. Однако сразу после взлёта самолёт разбился на территории аэродрома, при этом погибли тридцать человек (по другим данным — двадцать погибших, по числу установленных имён). На тот момент это была вторая крупнейшая авиационная катастрофа на территории СССР (после катастрофы АНТ-20бис в 1942 году, 36 погибших).

## Самолёт
Ли-2 (военная версия ПС-84) с заводским номером 1841703 и бортовым СССР-Л3965 (CCCP-L3965) был выпущен в 1941 году. На момент катастрофы эксплуатировался в составе 5-го перегоночного полка Красноярской воздушной трассы.

## Экипаж
- Командир (КК) — капитан Барков Дмитрий Александрович[1];
- Штурман — Есин Пётр Петрович[1];
- Бортмеханик — младший военный техник Дубовицкий Николай Александрович[1];
- ВСР — Прохватинов Георгий Петрович[1].

## Катастрофа
Самолёт действовал на трассе Алсиб (Аляска—Сибирь, Красноярская воздушная трасса), на которой лётчики перегоняли своим ходом из США в СССР самолёты, полученные по ленд-лизу. 16 ноября в Красноярский аэропорт прибыла первая группа перегоняемых с Аляски самолётов американского производства. На следующий день 17 ноября Ли-2 Л3965 должен был выполнять полёт из Красноярска в Киренск, на борту находились четыре члена экипажа и двадцать шесть пассажиров — лётные экипажи. Встречаются данные, что Киренск был промежуточной посадкой по пути на американскую авиабазу Лэдд (Фэрбанкс, Аляска), однако 5-й полк перегонял самолёты только на участке Киренск—Красноярск.
Из воспоминаний командира эскадрильи 4-го Перегоночного авиаполка Виктора Михайловича Перова:
Собрались на аэродроме большой группой. Был чудный солнечный прозрачный день. На аэродроме стояло два самолёта — один Ли-2, который должен был везти эскадрильи летчиков-истребителей в Киренск к месту базирования, и второй самолёт — новый американский «Дуглас» Си-47, предназначенный везти мою эскадрилью обратно в Якутск. Первым, погрузив людей, запустил двигатель самолёт Ли-2. Поскольку было раннее утро, на аэродроме никаких полётов да и самолётов, кроме наших двух, не было. Ли-2 пошел на взлет прямо со стоянки, развернувшись носом на центр поля. Оторвавшись, машина набрала высоту, развернулась на сто восемьдесят градусов и легла курсом на восток. Подлетая к нашей стоянке, то есть к тому месту, с которого он только что начал взлёт, самолет накренился вправо. Летчики вывели самолёт из правого крена, но он перешел резко в левый крен, опустил нос и с высоты метров двести вертикально врезался в землю, почти точно в то место, откуда только что ушёл на взлёт.
Это было в тридцати — сорока метрах от нашей стоянки. Машина сразу вспыхнула, ведь в ней была полная заправка — три тысячи сто литров бензина. Полыхала так, что даже у нашего самолёта было стоять жарко.
Вот так страшно была омрачена радость первой сдачи самолётов в Красноярск. По непонятным причинам погиб фронтовой летчик командир Ли-2 Барков и унес с собой почти тридцать человек. Заместитель Мазурука Фокин остался расследовать катастрофу, а я со своей эскадрильей тут же вылетел в Якутск на Си-47.
Все погибшие (пассажиры и экипаж) были захоронены в Красноярске на Троицком кладбище. На братской могиле впоследствии был установлен памятник.

## Причины
Вероятными причинами катастрофы были названы обледенение и превышение максимального взлётного веса.